# Harald Julin
Harald Julin (né le 27 mars 1890 et décédé le 31 juillet 1967) est un ancien nageur et joueur de water polo suédois.

## Jeux olympiques
- Jeux olympiques de 1908 à Londres 
  -  Médaille de bronze sur 100m libre.
  -  Médaille de bronze en Water polo.
- Jeux olympiques de 1912 à Stockholm 
  -  Médaille d'argent en Water polo.
- Jeux olympiques de 1920 à Anvers 
  -  Médaille de bronze en Water polo.